# Alexandru T. Balaban
Alexandru T. Balaban (n. 2 aprilie 1931, Timișoara) este profesor, inginer și chimist român, membru titular al Academiei Române.
Are contribuții deosebite privind sinteze organice, grafurile chimice și marcarea izotopică.

## Biografie
Alexandru Balaban provine dintr-o familie moldavă cu adânci rădăcini în intelectualitatea românească. Tatăl său, Teodor, născut în comuna Bălăbănești, a studiat la Politehnica din București, bunicul său fiind învățător, iar unchiul său profesor de liceu. Mama, învățătoare, născută la Iași, avea ca unchi pe arhimandritul Iuliu Scriban, pe zoologul profesor Ion Scriban de la Universitatea Cluj și pe autorul Dicționarului limbii române, August Scriban.
Alexandru Balaban a urmat școala primară și cursul inferior de liceu la București, cel superior la Petroșani, apoi Facultatea de Chimie Industrială la București între anii 1949 și 1953, unde a asistat la cursurile unor prestigioși profesori, printre care Costin D. Nenițescu, Petru George Spacu, Emilian Bratu, Nicolae Racliș, Margareta Giurgea. Imediat după absolvire a fost admis la doctoratul cu frecvență sub îndrumarea profesorului Nenițescu.
A susținut teza de doctorat cu tema „Reacții catalizate de clorură de aluminiu" în 1959, când era încadrat la Institutul de Fizică Atomică, unde a organizat primul laborator de compuși marcați izotopic, cumulând și funcția de asistent (apoi șef de lucrări) la Catedra de Chimie Organică a Politehnicii din București. Docența și-a susținut-o în 1974, ultima serie care a mai primit acest titlu.
În 1963 a fost ales membru corespondent al Academiei Române.
Activitatea sa profesională a avut o desfășurare remarcabilă, în 1965 fiind promovat conferențiar și apoi profesor (1966), la Catedra de Chimie Generală apoi la Catedra de Chimie Organică a Politehnicii din București, precum și șef de laborator la Institutul de Fizică Atomică.
Datorită preocupărilor sale legate de radiochimie, a fost propus și a acceptat să lucreze (1967-1970) la Agenția Internațională pentru Energie Atomică (A.I.E.A.) de la Viena ca cercetător principal în secția de chimie a diviziei de cercetare și laboratoare. Era o activitate de coordonare și administrație, de organizare de conferințe internaționale, de editare de cărți și de reprezentare a A.I.E.A. pe lângă Organizația Mondială a Sănătății de la Geneva în redactarea monografiilor de compuși radiofarmaceutici pentru Farmacopeea Internațională.
A revenit în țară în 1970 și a început activitatea didactică, ca profesor la Catedra de Chimie Organică, și cea de cercetare la Institutul de Fizică Atomică. Între anii 1974 și 1999 a activat numai la Universitatea Politehnică din București până la vârsta de pensionare.
După 1990, a alternat un semestru în România și unul în S.U.A., în special la Texas A&M University în Galveston, unde a predat ca profesor titular de chimie și a efectuat cercetări științifice. De asemenea a efectuat și cercetări comune de câteva luni la Virginia Commonwealth University și University of Minnesota în Duluth.
După  pensionarea sa în România și-a continuat activitatea la Texas A&M University ca profesor titular („tenured”). Între 1995 și 1998 a fost Vicepreședinte al Academiei Române. Revenit la Texas A&M University Galveston ca profesor titular, a continuat activitatea până în 2012 când și-a cerut pensionarea, devenind Profesor Emerit.

## Opere
- A.T. Balaban (editor): “Chemical Applications of Graph Theory” Academic Press, London, 1976, 1400 pagini.
- A.T. Balaban, A. Chiriac, I. Motoc, Z. Simon, “Steric Fit in Quantitative Structure Activity Relations”, Lecture Notes in Chemistry No. 15, Springer Verlag, Berlin, 1980, 178 pagini.
- A.T. Balaban, M. Banciu, I. Pogany, ”Aplicații ale metodelor fizice în chimia organică”, Editura Științifică și Enciclopedică, București, 1983, 287 pagini.
- V. Drăguțan, A.T. Balaban, M. Dimonie, “Metateza olefinelor și polimerizarea prin deschidere de inel a cicloolefinelor”, Editura Academiei Române, București, 1981, 254 pagini; “Olefin Metathesis and Ring-Opening Polymerization of Cyclo-Olefins”,  Wiley, Chichester, 1985, 545 pagini.
- A.T. Balaban, I. Gălățeanu, G. Georgescu, L. Simionescu, ”Compuși marcați și radiofarmaceutici cu aplicații în medicina nucleară”, Editura Academiei Române, București, 1979, 495 pagini; “Labelled Compounds and Radio-pharmaceuticals Applied in Nuclear Medicine”, Wiley, Chichester, 1988, 742 pagini.
- A.T. Balaban, A. Dinculescu, G.N. Dorofeenko, G.W. Fischer, A.V. Koblik, V.V. Mezheritskii W. Schroth, “Pyrylium Salts. Syntheses, Reactions and Physical Properties”, Academic Press, New York, 1982, 454 pagini.
- A.T. Balaban, M. Banciu V. Ciorbă, “Annulenes, Benzo-, Hetero-, Homo-Derivatives and Their Valence Isomers”, CRC Press, Boca Raton, Florida, 1986, 3 volume, 251+ 231 + 206 pagini.
- C. Andrei, I. Drăguțan, A.T. Balaban, “Fotostabilizarea polimerilor cu amine împiedicate steric“, Editura Academiei Române, București, 1990, 249 pagini.
- N. Voiculetz, A.T. Balaban, I. Niculescu-Duvaz, Z. Simon, “Modeling of Cancer Genesis and Prevention”, CRC Press, Boca Raton, Florida, 1990, 251 pagini.
- M. Banciu a, A.T. Balaban, “C.D. Nenițescu: Viața și opera”, Editura Academiei Române, București, 1995, 256 pagini.
- A.T. Balaban (editor), “From Chemical Topology to Three-Dimensional Geometry”, Plenum Publishing Corporation, New York, 1997, 420 pagini.
- A.T. Balaban, E. N. Carabateas, F. A. Tănăsescu (editors), “Science and Technology Management”, NATO Science Series (Series 4: Science and Technology Policy, Vol. 22), Proc. of NATO Advanced Research Workshop (Sinaia, 1997) IOS Press, Series 4, vol. 22, Amsterdam. 243 pagini.
- J. Deviller, A.T. Balaban (editori), “Topological Indices and Related Descriptors in QSAR and QSPR” Gordon and Breach, Olanda, 1999. 811 pagini.
- A.T. Balaban, C. Balaban (coordonatori), “Mică enciclopedie chimică”, Editura Zecasin, București, 1999, 434 + 450 pagini.

## Contribuții științifice
Bogata și valoroasa activitate științifică a lui Alexandru Balaban s-a concretizat prin publicarea a 13 cărți, peste 80 de capitole în volume editate de alți autori și a peste 800 de lucrări apărute în periodice științifice, iar problemele abordate se pot grupa în trei tematici principale: chimie organică, compuși marcați izotopic, chimie teoretică.
A publicat primele cărți despre aplicațiile teoriei grafurilor în chimie (tradusă în chineză), despre izomerii de valență ai anulenelor (pe care i-a definit riguros pentru prima dată), metateza olefinelor, compuși radiofarmaceutici, și despre sărurile de piriliu. Două grafuri regulate trivalente sunt cunoscute sub numele de colivia-10 Balaban și colivia-11 Balaban. Un indice topologic pentru caracterizarea grafurilor chimice este cunoscut ca “indicele Balaban”.
Denumirile de automerizare, de radicali capto-dativi, de compuși izoaritmici, de grafuri dualiste, pe care le-a propus, au intrat în literatura de specialitate. Sunt recunoscute contribuțiile privind primele grafuri de reacție sau mai mulți indici topologici.
A investigat noi radicali liberi stabili ai azotului, a descoperit o nouă sinteză a sărurilor de piriliu. A introdus descriptori moleculari pe baza grafurilor chimice. A publicat articole despre grafuri chimice și în colaborare cu matematicienii Solomon Marcis și Ioan Tomescu.

## Activitatea de cercetare
Chimie organică experimentală
Profesorul Balaban a cercetat sinteze și proprietăți ale sărurilor de piriliu. El a descoperit un nou mod de sinteză a sărurilor de piriliu prin diacilarea alchenelor. Această reacție este cunoscută sub numele de reacția Balaban-Nenitzescu-Praill. În zilele noastre, Balaban este recunoscut ca o autoritate mondială în acest domeniu. A scris singura carte existentă în acest domeniu.
Dr. Balaban a descoperit, de asemenea, o nouă sinteză a oxazolilor prin substituția compușilor aromatici cu azlactone, urmată de deshidratare. În plus, el a cercetat noi sinteze ale indolizinelor.
Pentru a explica stabilitatea extraordinară a hidrazilillor (de ex. 2,2-difenil-1-picril-hidrazil), profesorul Balaban și colegii săi au preparat hidrazili capto-dativi înrudiți cu ecranare sterică inferioară și stabilitate scăzută. Apoi a sintetizat diaril-aminili care s-au dovedit a avea stabilități în funcție de efectele electronice și sterice.
O altă direcție experimentală de cercetare a fost sinteza compușilor chelatici având borul ca atom central, dovediți a poseda dipol-momente foarte mari. Compușii analog cu arsen ca atom central suferă automerizări extrem de rapide. 
Chimie teoretică
Profesorul Balaban a fost permanent interesat de chimia teoretică. El este considerat unul dintre pionierii teoriei grafurilor chimice: graful simbolizează molecula, punctele (vârfurile) reprezintă atomii, iar liniile corespund legăturilor covalente.
Prima carte despre acest domeniu interdisciplinar a fost editată de Dr. Balaban și a apărut în 1976: Aplicațiile chimice ale teoriei grafurilor (Academic Press, Londra) și traducerea sa în limba chineză în 1983.
Un domeniu în care grafurile cubice (sau trivalente) joacă un rol dominant este enumerarea izomerilor (CH)n de valență ai [n]anulenelor unde n este un număr par. Dr. Balaban a publicat în 1986, împreună cu doi coautori, o monografie cu trei volume pe această temă (Anulene, Benzo-, Hetero-, Homo-derivați și izomerii lor de valență, CRC Press). Unii dintre acești izomeri de valență suferă automerizări termice sau fotochimice. În 1997 el a editat o carte intitulată De la topologie chimică la geometrie tridimensională, Plenum Publishing Corporation, în care s-au discutat diferite plase bidimensionale și tridimensionale.
Folosind o abordare similară cu cea imaginată de Randić pentru indicele său de conectivitate χ, dar înlocuind matricea de adiacență cu matricea distanței și compensând creșterea mărimii grafului, profesorul Balaban a propus un nou indice topologic (TI) J sub denumirea de "indice de conectivitate bazat pe distanța medie"; acest indice este acum cunoscut ca "indicele Balaban". Nu numai că este mult mai puțin degenerat decât toți indicii TI anteriori, dar permite o codificare simplă pentru prezența de multiple legături sau heteroatomi. A studiat și alți indici TI noi: mai multi indici TI bazați pe descriptorii informaționali și indici bazați pe tripleți care rezultă din transformarea matricelor în sisteme de ecuații liniare.
Sintezele de hidrocarburi diamondoidale catalizate cu acid Lewis descoperite de Schleyer se realizează prin rearanjamente 1,2 multiple. Analiza grafică teoretică a celei mai simple astfel de reacții implică un cation de etil cu cinci substituenți care suferă o automerizare. Acest proces se caracterizează printr-un graf cu 20 de vârfuri sau 10 vârfuri, în funcție de faptul dacă un atom de carbon din etan este sau nu etichetat. Aceste grafuri constituie primele grafuri de reacție, în care vârfurile simbolizează intermediarii de reacție, iar marginile simbolizează abrupturile elementare de reacție.
Propunerile făcute de Dr. Balaban cu privire la noi posibilități de evaluare a performanței cercetătorilor, îmbunătățirea modului în care citatele sunt utilizate în acest scop (de exemplu, prin intermediul indicelui Hirsch) au inclus utilizarea indicilor autorilor unor tratate larg circulate sau modificarea modului în care factorii de impact ai revistelor periodice sunt luați în considerare.
Onorând invitațiile de a contribui la edițiile speciale ale periodicelor dedicate filosofiei chimiei, Dr. Balaban a publicat un eseu despre modul în care "principiul Sherlock Holmes" (dacă eliminăm imposibilul, atunci orice rămâne, indiferent cât de improbabil este, trebuie să conțină adevărul) poate fi pus în aplicare prin teoria grafurilor chimice care permite, de exemplu, găsirea tuturor izomerilor chimici pentru o formulă dată.
Împreună cu M. D. Banciu, Dr. Balaban a publicat în 1995 o monografie despre Profesorul Nenițescu. Mai recent, pentru a face mai bine cunoscute realizările unor chimiști născuți în România, care lucrează în străinătate, Dr. Balaban a publicat scurte relatări biografice.

## Distincții
În decursul carierei a fost răsplătit cu o serie de distincții:
- Premiul de chimie Nicolae Teclu al Academiei Române, 1962.
- Ordinul Meritul Științific clasa 3-a., 1966.
- Premiul Herman Skolnik al Diviziei de Informatică Chimică a Societății Americane de Chimie, 1994.
- Doctor honoris causa al Universității de Vest, Timișoara, 1997.
- Cetățean de onoare al Municipiului Petroșani, 1999.
- Ordinul național “Serviciu credincios” la gradul de Mare Ofițer, 2000.
- Premiul de cercetare al Asociației foștilor studenți ai Universității Texas A&M, 2007.
- Ordinul național “Steaua României“ gradul de Cavaler, 2016.